# Still Life (альбом Van der Graaf Generator)
Still Life (с англ. — «Натюрморт») — шестой студийный альбом британской рок-группы Van der Graaf Generator, выпущенный в апреле 1976 года. В переиздание 2005 года включён бонусный трек.
На обложке альбома изображена фигура Лихтенберга.

## Список композиций
Все песни написаны Питером Хэммиллом, за исключением указанных.

### Первая сторона
1. Pilgrims (Хэммилл, Дэвид Джексон) — 7:12
2. Still Life — 7:24
3. La Rossa — 9:52

### Вторая сторона
1. My Room (Waiting for Wonderland) — 8:02
2. Childlike Faith in Childhood’s End — 12:24

### Бонусный трек (переиздание 2005 года)
1. Gog — 10:29
  - Запись с живого выступления в Theatr Gwynedd? Бангор (Уэльс) (10 мая 1975 года)

## Участники записи
- Питер Хэммилл — вокал, гитара, фортепиано
- Дэвид Джексон — саксофон, флейта
- Хью Бэнтон — орган, бас-гитара, меллотрон, фортепиано
- Гай Эванс — ударные, перкуссия
- Пэт Моран — сведение, инженеринг